# Томі Йоутсен
Томі Йоутсен - фінський музикант, найбільш відомий як фронтмен гурту Amorphis. Співає як чистим голосом, так і гроулом

## Життєпис
Народився 30 квітня 1975 у Лог'ї, Фінляндія. 
Перший публічний виступ перед великою аудиторією відбувся ще в початковій школі, коли Томі навчався у середній школі, і вони з друзями створили банду The Hand. Це була його найперша група, і тоді він мріяв стати барабанщиком, тому активно розвивався в цьому напрямі.
Після закінчення середньої школи вступив до Kanneljärvi academy і отримав кваліфікацію соціального працівника у справах молоді. Спеціальність дуже подобалася, і Томі працював за нею цілих 10 років. Найголовнішою причиною, через яку він пішов, було те, що група почала достатньо заробляти з концертів.
Томі має дуже цікавий атрибут - мікрофон, зроблений його другом у стилі стім-панк з трьома рукоятками. Перший варіант мікрофону зберігається у музеї міста Лог'я
Одна з груп Томі носить назву Bi-Bubba Lila & Shemale Babies, яка виконує кавер-версії культової норвезької групи Turbonegro. Разом зі своїм співвітчизником, і не менш відомим фронтменом, Вілле Вало, Томі і його співгрупники по Bi-Bubba ... входять до Turbojugend - організації, що об'єднує фанів Turbonegro в усьому світі.
Одружений, має двох доньок і сина.

## Кар'єра

### У складі груп
- 2000- Sinisthra - вокал
- 2004- Amorphis - вокал
- 2005- Corpse Molester Cult - гітара, бек-вокал
- 2017- Hallatar - вокал

### Живий музикант
2017 Volbeat - вокал

### Запрошений, гостьовий музикант
- 2007 Swallow The Sun - вокал
- 2016 Stam1na - вокал
- 2017 Battle Beast - вокал

## Дискографія

### Käsi / Funeral Jacket

#### Käsi
- Käsi - Demo (1995)
- Käsi - EP (1997)

#### Funeral Jacket
- Rock You Vol 1. (1999)

### Nevergreen/Sinisthra

#### Nevergreen
- Slowly Getting There (2002)
- Softly Whispering Mountains to Gravel (2002)
- Effortlessly Improving on Perfection (2003)
- Empty Banalities Adorned with Dashing Eloquence (2004)

#### Sinisthra
- Last of the Stories of Long Past Glories (2005)
- Sinisthra Promo 2008 (2008)

### Amorphis
- Eclipse (2006)
- Silent Waters  (2007)
- Skyforger (2009)
- Forging the Land of Thousand Lakes (2010)
- Magic & Mayhem - Tales from the Early Years (2010)
- The Beginning of Times (2011)
- Circle (2013)
- Under the Red Cloud (2015)
- Tales from Lake Bodom (2015)
- An Evening with Friends at Huvila (2017)
- Queen of Time (2018)

### Corpse Molester Cult
- The Untitled Corpse Molester Cult (2008)
- Benedictus Perverticus (2015)

### Hallatar
- No Stars Upon The Bridge (2017)

## Сайт
- https://www.instagram.com/tomijoutsen/